# Portrait de Paul Guillaume (De Chirico, Paris)
Pour les articles homonymes, voir Portrait de Paul Guillaume.
Portrait de Paul Guillaume est un tableau du peintre italien Giorgio De Chirico réalisé en 1915. Cette peinture à l'huile sur toile constitue un portrait de Paul Guillaume, marchand d'art représentant l'artiste. Elle est conservée au musée d'Art moderne de Paris, en France.

## Expositions
- Apollinaire, le regard du poète, musée de l'Orangerie, Paris, 2016 — no 61.
- Giorgio de Chirico, aux origines du surréalisme belge. René Magritte, Paul Delvaux, Jane Graverol, Beaux-Arts Mons, Mons, 2019 — sans numéro, p. 17.